# Gower-Halbinsel
Die Gower-Halbinsel [ˈgaʊə] (walisisch Penrhyn Gŵyr) ist eine Halbinsel an der Südküste von Wales in Großbritannien. Die Halbinsel ist neben Snowdonia eine der bekanntesten touristischen Regionen von Wales.

## Geographie
Die in den Bristol Channel hineinragende Halbinsel wird im Osten durch die Mündung des Tawe und im Westen durch die Mündung des River Loughor begrenzt. Die gesamte Küstenlinie ist etwa 57 km lang. Die Halbinsel besteht aus einem Hochland, das durch den über 180 m hohen Höhenzug Cefn Bryn in eine südliche und nördliche Hälfte geteilt wird. Das Hochland fällt vor allem an der Süd- und Westküste steil zum Meer ab. Der höchste Punkt der Halbinsel ist der 193 m hohe Beacon der Rhossili Down im Westen der Halbinsel. Hier endet auch die Halbinsel in den Felsen von Worm’s Head. Die Steilküste besitzt zahlreiche Buchten mit Sandstränden wie Langland, Caswell, Oxwich und die Three Cliffs Bay. Im Norden fällt das Hochland bei Llanrhidian am Ästuar des River Loughor zu Stränden wie Whiteford Sands und zu den vorliegenden Salzwiesen Cwm Ivy Marsh, Llanrhidian Marsh und Landimore Marsh ab.
Hauptort der Halbinsel ist die Großstadt Swansea im Osten, an die sich im Südwesten das Seebad Mumbles anschließt. Auf der Halbinsel selbst gibt es nur kleine Dörfer wie Rhossili, Pennard, Oxwich, Bishopston, Parkmill oder Cwm Ivy.

## Natur
Weite Teile der Halbinsel werden landwirtschaftlich als Acker- oder Weideflächen genutzt. Daneben bedecken dichte Eichenwälder die Halbinsel. Ein Drittel der Halbinsel ist als National Nature Reserve oder als Site of Special Scientific Interest geschützt, die Küste ist als Heritage Coast eingestuft.

## Wirtschaft
Swansea ist ein wirtschaftliches Zentrum von Wales; die einst dominierende Metallindustrie durchlebt allerdings einen Strukturwandel. Auf der Halbinsel wird noch hauptsächlich Landwirtschaft betrieben; hinzu kommt der Tourismus. Der National Trust besitzt Teile der Küste, vor allem bei Rhossili. Rhossili Bay Beach wurde 2014 von den Besuchern von Tripadvisor erneut zum schönsten Strand Großbritanniens gewählt und wird auch weltweit zu den schönsten Stränden gezählt.

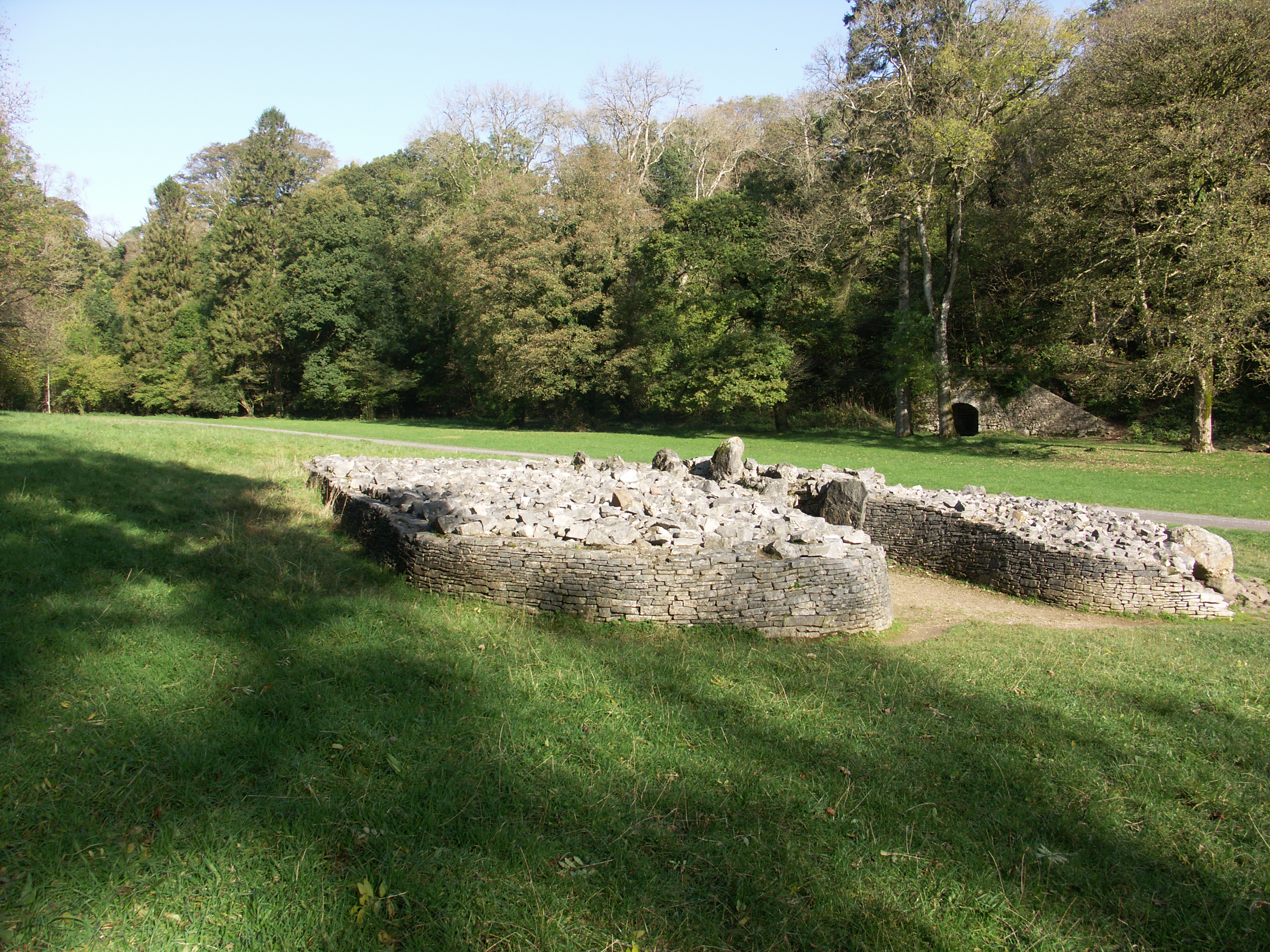
Das Megalithgrab von Park Cwm

## Geschichte

### Alt- und Jungsteinzeit
Die älteste Siedlungsspur auf Gower ist ein bei Rhossili gefundener Faustkeil, dessen Alter auf etwa 125.000 Jahre geschätzt wird. Die nächsten Funde menschlicher Anwesenheit sind etwa 30.000 Jahre alt. Hierzu gehört vor allem die Red Lady of Paviland, ein Skelett eines aufwändig in einer Höhle begrabenen jungen Mannes. Danach war Gower wie weite Teile Europas vereist, so dass die nächsten menschlichen Spuren, bei Paviland und bei Cathole gefundene Knochen und Feuersteine, etwa 15.000 Jahre alt sind. Nach dem endgültigen Ende der Eiszeit errichteten die frühen Ackerbauern der Jungsteinzeit mehrere Megalithgrabanlagen, darunter den Arthur’s Stone, der auf etwa 2500 v. Chr. datiert wird, die Sweyne’s Howes, Penmaen Burrows und vor allem Park Cwm, das bereits etwa von 3800 bis 3500 v. Chr. entstand. Auch eine Reihe von Menhiren, so in Burry, wurden in der Vorzeit aufgestellt.

### Von der Römerzeit bis zum 11. Jahrhundert
Während der römischen Herrschaft entstand um 75 n. Chr. beim heutigen Loughor das Kastell Leucarum zur Sicherung des Übergangs über den River Loughor. Daneben gibt es noch zahlreiche weitere Spuren der römischen Präsenz wie die Reste einer Villa, die unter der mittelalterlichen Kirche All Saints in Oystermouth entdeckt wurden. Nach dem Ende der Römerzeit blieb Gower von keltischen Walisern besiedelt. Das walisische Commote Gwyr erstreckte sich über die Halbinsel sowie über das Moorland zwischen den Flüssen Loughor und Tawe und war dem Königreich Dyfed und später Deheubarth untertan.

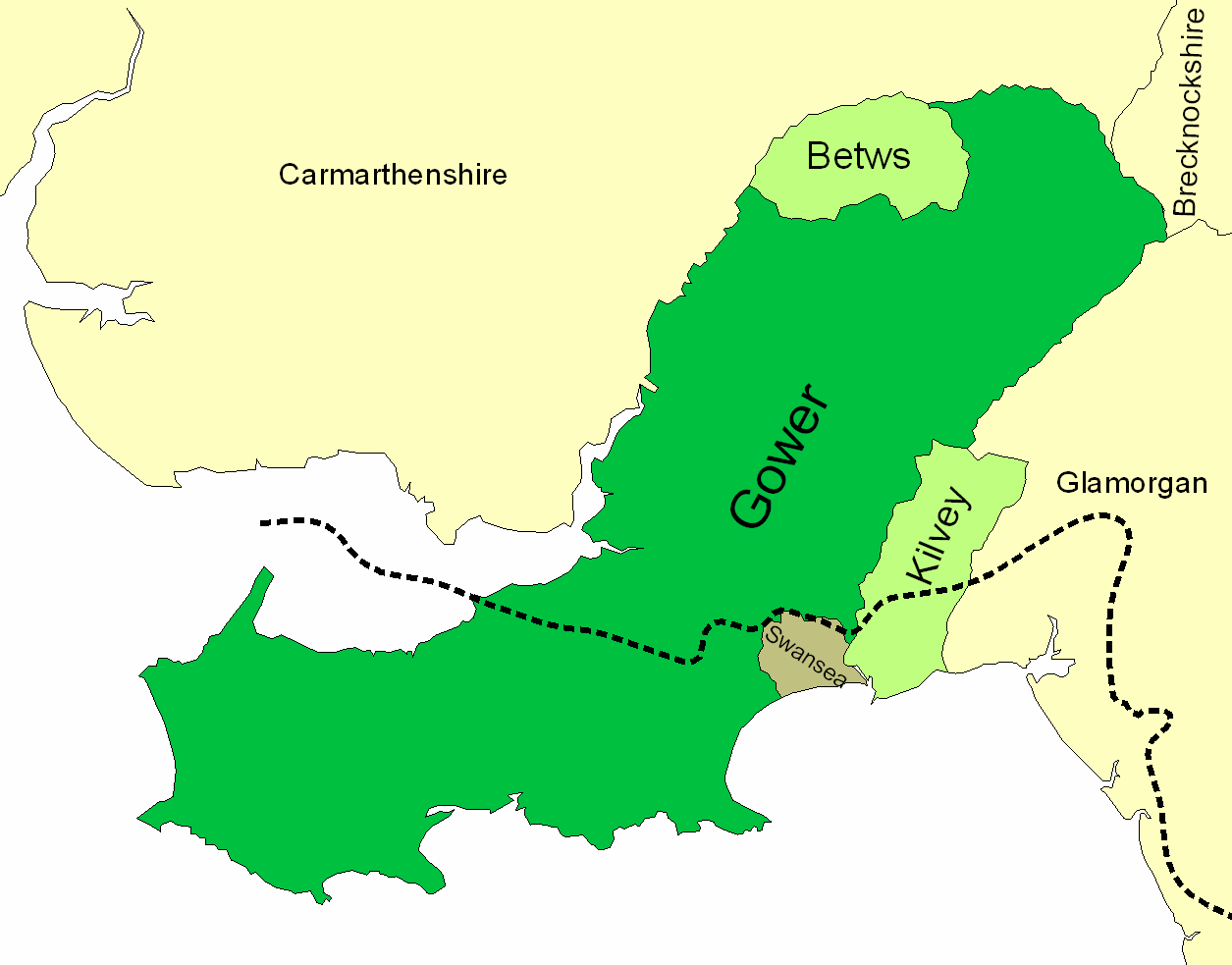
Die Lordschaft Gower im Mittelalter

### Normannische Eroberung und Herrschaft
Ab etwa 1095 begann die normannische Eroberung mit Überfällen auf die Halbinsel. 1106 begann der Normanne Henry de Beaumont mit der Eroberung von Gower. Als Zentrum seiner neuen Herrschaft errichtete er Swansea Castle; daneben entstand eine Reihe einfacher Erd- und Holzbefestigungen wie Pennard, Penrice und Loughor Castle zur Sicherung der normannischen bzw. anglonormannischen Herrschaft. Die fruchtbare Halbinsel wurde zudem das Ziel von englischen Siedlern. Um Swansea Castle entstand das Borough Swansea, das vor 1184 eine Charta erhielt. Trotz mehrerer walisischer Aufstände und Angriffe, bei denen während des Aufstandes ab 1136 die Anglonormannen an einem nicht genau bekannten Ort im Norden Gowers eine schwere Niederlage erlitten, blieb Gower eine anglonormannische Herrschaft der Welsh Marches. Nachdem sie 1184 zunächst an die Krone gefallen war, vergab sie König Johann Ohneland 1203 an William de Braose. Mit Unterbrechungen blieb sie bis 1324 im Besitz seiner Nachfahren. Während der Kriege des walisischen Fürsten Llywelyn ab Iorwerth gegen die Engländer wurde Gower 1212 und 1215 von den Walisern geplündert und verwüstet. 1217 übernahm der Waliser Rhys Gryg die Herrschaft, doch bereits drei Jahre später musste er Gower wieder an John de Braose, der ein Schwiegersohn von Llywelyn ab Iorwerth war, übergeben. Wegen der zwiespältigen Haltung von William de Braose, 2. Baron Braose, der keine männliche Nachkommen hatte, kam es ab 1319 zu einem Erbstreit, der 1322 der Auslöser des Despenser Wars, eines Aufstands der Marcher Lords gegen den englischen König Eduard II., war.

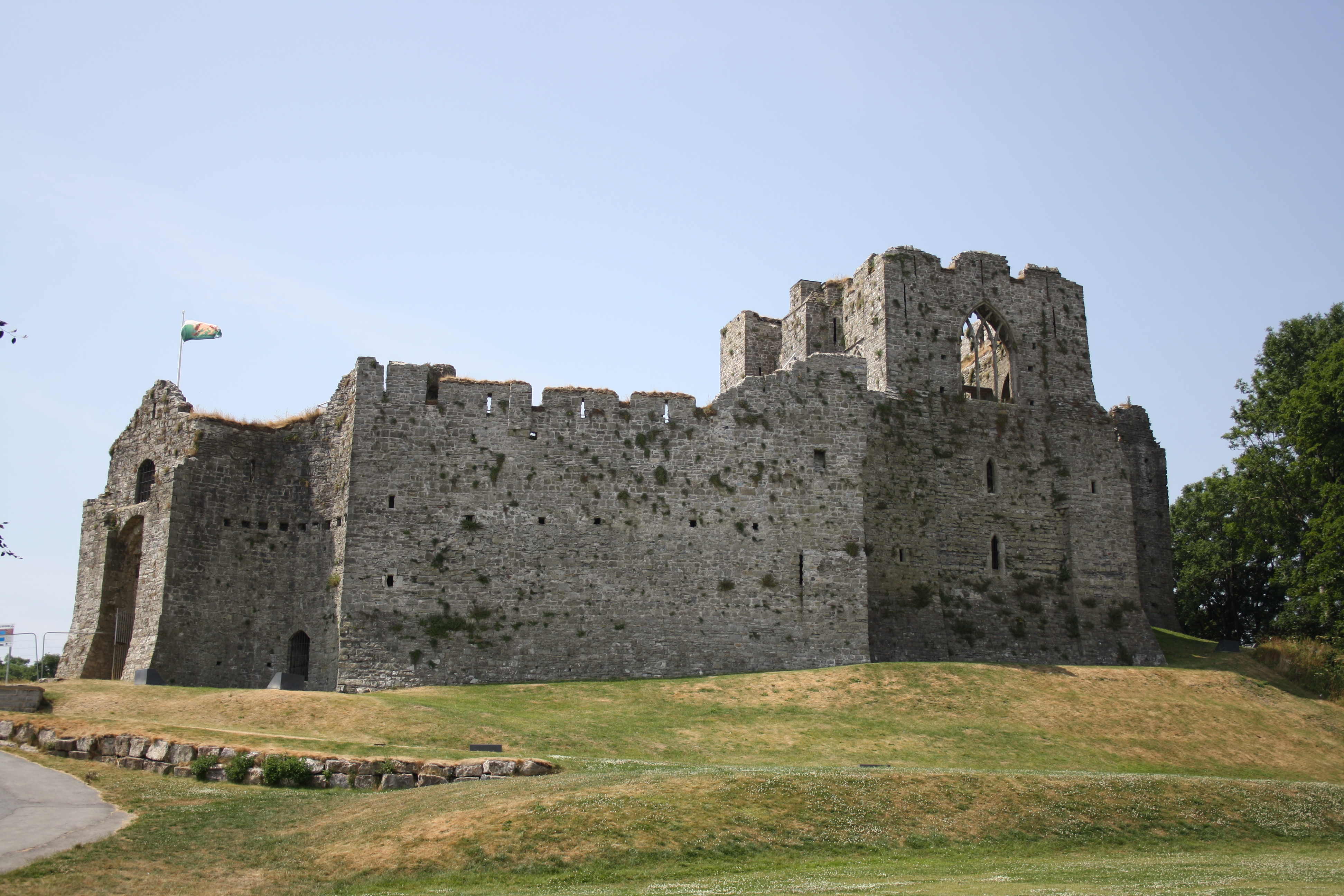
Oystermouth Castle, im 13. Jahrhundert Sitz der Lords of Gower

### Spätes Mittelalter
Nach dem Sturz von König Eduard II. fiel Gower 1327 an John Mowbray, einen Enkel des letzten Braose. Dieser und die nachfolgenden Herren von Gower besuchten jedoch nur noch sporadisch die Herrschaft, da sie weitere ausgedehnte Ländereien in England besaßen. Mowbrays Herrschaft wurde 1354 von William Beauchamp, einem Nachfahren der Lords of Gower des 12. Jahrhunderts, erfolgreich angefochten, doch 1397 fiel Gower nach einem erneuten Gerichtsverfahren wieder an die Familie Mowbray und blieb bei ihr bis 1469. Während der Rebellion von Owain Glyndŵr war der Großteil von Gower zwischen 1403 und 1405 in der Hand der walisischen Rebellen, ehe die Engländer die Rebellion niederschlagen konnten. Während der Rosenkriege hatte das Haus Lancaster auf Gower zahlreiche Unterstützer. König Eduard IV. aus dem Haus York vergab Gower deswegen während der Minderjährigkeit von John Mowbray, 4. Duke of Norfolk 1462 an seinen wichtigsten walisischen Verbündeten, William Herbert. Mowbray überließ Herbert 1468 endgültig Gower, dass nach den Rosenkriegen im Besitz von dessen Nachfahren blieb, bis es 1535 durch die Gesetze zur Eingliederung von Wales ein Teil von Glamorgan wurde.

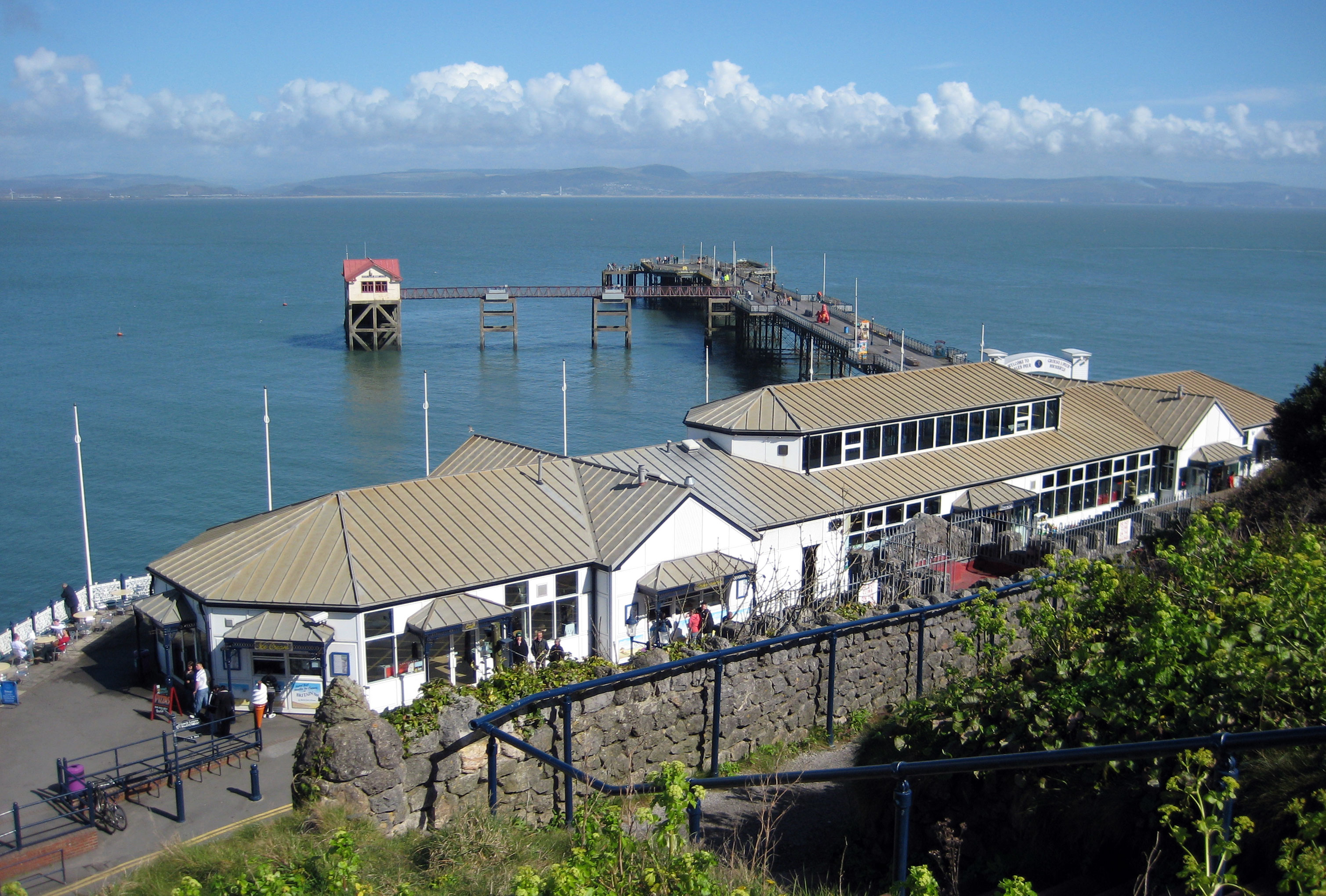
Die 1898 erbaute Pier von Mumbles

### Neuzeit
Während in Swansea ab dem 17. Jahrhundert die Industrialisierung begann, blieb die übrige Halbinsel weitgehend ländlich geprägt. Die nur wenig erschlossene Halbinsel verlor an Bedeutung, die Burgen und Herrenhäuser wie Oxwich und Weobley Castle verfielen. Während des englischen Bürgerkriegs fanden in Gower keine nennenswerten Kampfhandlungen statt. Nach dem Sieg der Parlamentstruppen wurden die bereits verfallenen Burgen Oystermouth und Swansea Castle endgültig geschleift. Im 18. und 19. Jahrhundert wurde an der Steilküste bei Port Eynon und in Steinbrüchen im Landesinneren Kalkstein abgebaut, der teils nach Südwestengland verschifft wurde. Von 1804 bis 1805 wurde für den Güterverkehr eine Pferdebahn zwischen Oystermouth und Swansea gebaut, die bereits ab 1807 auch zum regelmäßigen Personenverkehr diente. Damit gilt sie als die weltweit erste Bahnstrecke für den Personenverkehr. An der Südostküste entstand das Seebad Mumbles. 1956 wurde Gower als erste Region in Großbritannien als Area of Outstanding Natural Beauty geschützt. Politisch blieb Gower ein Rural District, bis es 1974 mit Swansea Teil des Preserved County West Glamorgan wurde. 1996 wurde West Glamorgan aufgeteilt, Gower wurde Teil der Principal Area Swansea.